# Umberto Delle Fave

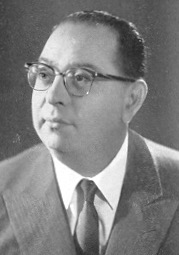
Umberto Delle Fave

Umberto Delle Fave (* 13. Dezember 1912 in San Severo, Provinz Foggia; † 14. Oktober 1986 in Rom) war ein italienischer Politiker der Christdemokratischen Partei DC (Democrazia Cristiana), der von 1948 bis 1968 Mitglied der Abgeordnetenkammer (Camera dei deputati) sowie am 19. Januar 1971 für einen Tag Mitglied des Senats (Senato della Repubblica) war. Er war ferner zwischen 1959 und 1960 Mitglied des Europäischen Parlamentes und von 1960 bis 1963 Sekretär des Ministerrates. Er bekleidete verschiedene Ministerämter und war 1963 und von 1964 bis 1966 Minister für Arbeit und soziale Sicherheit sowie zwischen 1963 und 1964 Minister ohne Geschäftsbereich für die Beziehungen zum Parlament. Darüber hinaus fungierte er zwischen 1970 und 1975 als Präsident von Rai – Radiotelevisione Italiana, der öffentlich-rechtlichen Rundfunkanstalt Italiens.

## Leben
Umberto Delle Fave absolvierte ein Studium der Geisteswissenschaften und Philosophie, das er mit einem Laurea in lettere e filosofia beendete, und war im Anschluss als Lehrer tätig. Bei den Wahlen vom 18. April 1948 wurde er für die Christdemokratischen Partei DC (Democrazia Cristiana) im Wahlkreis Ancona zum ersten Mal zum Mitglied der Abgeordnetenkammer (Camera dei deputati) gewählt. In der darauf folgenden ersten Legislaturperiode (1948 bis 1953) war er zwischen dem 15. Juni 1948 und dem 1. Juli 1949 erst Mitglied der Kommission für Industrie und Handel (X Commissione (Industria e Commercio)), danach vom 1. Juli 1949 bis zum 29. September 1950 Mitglied der Kommission für Unterricht und schöne Künste (VI Commissione (Istruzione e Belle Arti)) sowie zwischen dem 29. September 1950 und dem 10. Juli 1951 Mitglied der Kommission für Inneres (I Commissione (Affari Interni)), ehe er zuletzt vom 10. Juli 1951 bis zum 24. Juni 1953 Mitglied der Kommission für Arbeit und soziale Sicherheit (XI Commissione (Lavoro e Previdenza sociale)) war.
Delle Fave wurde für die DC im Wahlkreis Ancona bei den Wahlen vom 7. Juni 1953 wieder zum Mitglied der Abgeordnetenkammer gewählt. In der zweiten Legislaturperiode (1953 bis 1958) übernahm er am 17. Juli 1953 im Kabinett De Gasperi VIII sein erstes Regierungsamt als Unterstaatssekretär im Ministerium für Arbeit und soziale Sicherheit (Sottosegretario di Stato al Lavoro e alla Previdenza Sociale) und bekleidete dieses im Anschluss auch im Kabinett Pella (17. August 1953 bis 18. Januar 1954), im Kabinett Scelba (11. Februar 1954 bis 6. Juli 1955), im Kabinett Segni I (9. Juli 1955 bis 19. Mai 1957) sowie im Kabinett Zoli (23. Mai 1957 bis 1. Juli 1958).

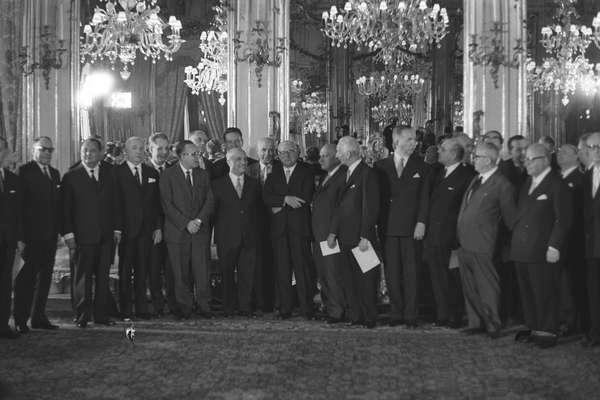
Kabinett Fanfani III (1960)

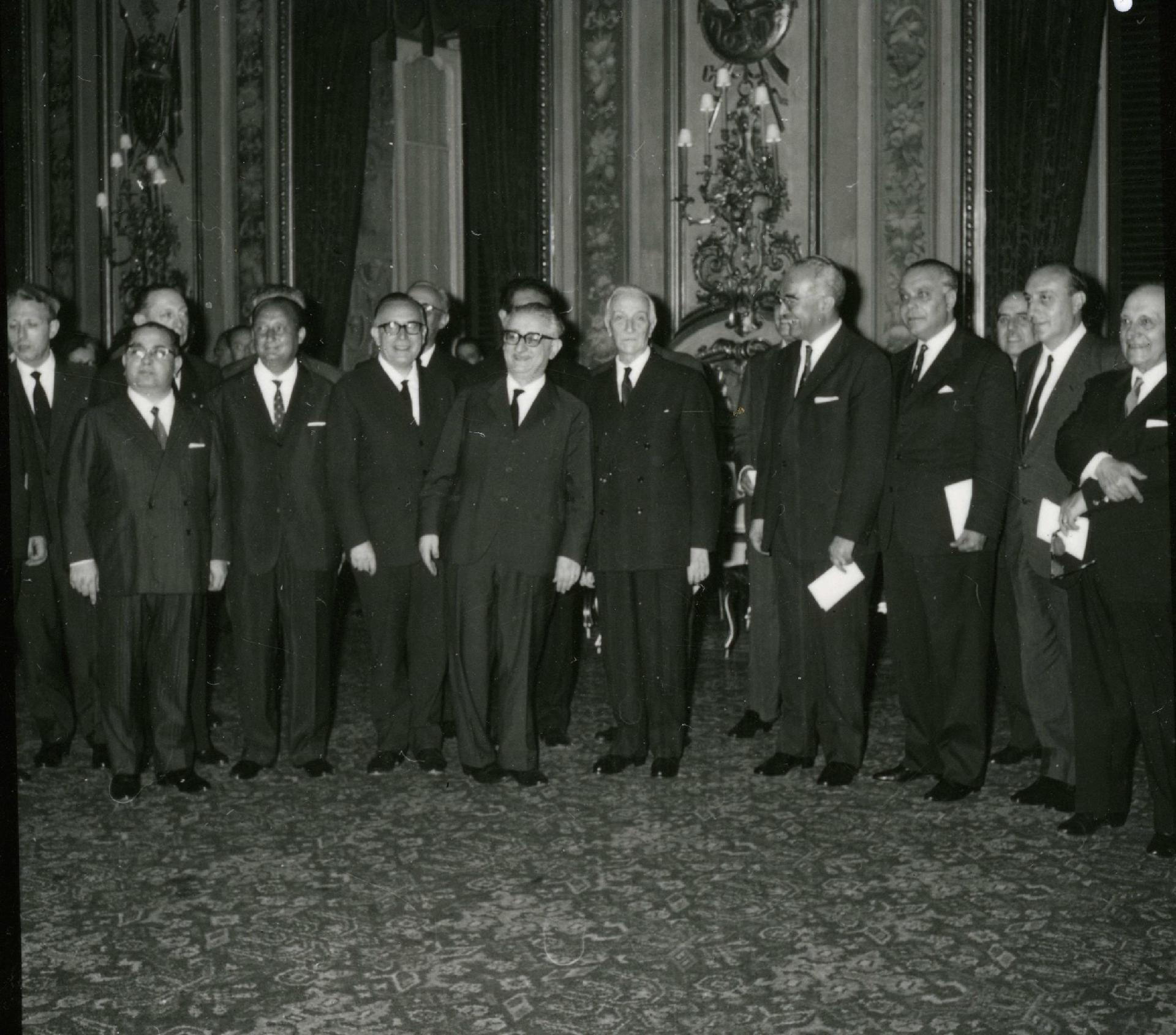
Kabinett Leone I (1963)

Bei den Wahlen am 25. Mai 1958 wurde er im Wahlkreis Ancona abermals zum Mitglied der Abgeordnetenkammer gewählt. In der darauf folgenden dritten Legislaturperiode (1958 bis 1963) war er zwischen dem 12. Juni 1958 und dem 30. Juni 1959 Mitglied der Kommission für Verteidigung (VII Commissione (Difesa)) sowie ferner vom 12. Juni 1958 bis zum 15. Mai 1963 Mitglied und zudem zwischen dem 9. Juli 1959 und dem 7. September 1960 Präsident der Kommission für Arbeit und soziale Sicherheit. Im Kabinett Fanfani II fungierte er vom 3. Juli 1958 bis zum 15. Februar 1959 als Unterstaatssekretär im Ministerium für Post und Telekommunikation (Sottosegretario di Stato alle Poste e Telecomunicazioni) und war ferner zwischen dem 18. Juni 1959 und dem 14. Dezember 1960 als Vertreter des italienischen Parlaments Mitglied des Europäischen Parlamentes. Er war im Kabinett Fanfani III (28. Juli 1960 bis 21. Februar 1960) sowie im Kabinett Fanfani IV (24. Februar 1960 bis 21. Juni 1963) Unterstaatssekretär beim Präsidenten des Ministerrates (Sottosegretario di Stato alla Presidenza del Consiglio dei Ministro) und damit Sekretär des Ministerrates.

Delle Fave fungierte zwischen 1970 und 1975 als Präsident von Rai – Radiotelevisione Italiana, der öffentlich-rechtlichen Rundfunkanstalt Italiens.

Delle Fave wurde bei den Wahlen am 28. April 1963 noch einmal für die DC im Wahlkreis Ancona zum Mitglied der Abgeordnetenkammer gewählt und war während der vierten Legislaturperiode (1963 bis 1968) zwischen dem 21. Juni und dem 4. Dezember 1963 im Kabinett Leone I Minister für Arbeit und soziale Sicherheit (Ministro del Lavoro e previdenza sociale) sowie im darauf folgenden Kabinett Moro I vom 4. Dezember 1963 bis zum 22. Juli 1964 Minister ohne Geschäftsbereich für die Beziehungen zum Parlament (Ministro senza portafoglio per i rapporti con il Parlamento), ehe er im Kabinett Moro II zwischen dem 22. Juli 1964 und dem 23. Februar 1966 erneut Minister für Arbeit und soziale Sicherheit war. Nach seinem Ausscheiden aus der Regierung war er vom 23. Februar 1966 bis zum 4. Juni 1968 Mitglied der Kommission für Verfassungsangelegenheiten (I Commissione (Affari Costituzionali)) sowie zwischen dem 18. März 1966 und dem 4. Juni 1968 Präsident der Parlamentarischen Kommission für die Aufsicht über den Rundfunk (Commissione Parlamentare di Vigilanza sulle Radiodiffusioni).
Umberto Delle Fave wurde am 24. März 1970 als Nachfolger von Aldo Sandulli Präsident von Rai – Radiotelevisione Italiana, der öffentlich-rechtlichen Rundfunkanstalt Italiens. Er bekleidete diese Funktion bis zum 22. April 1975, woraufhin Beniamino Finocchiaro am 23. Mai 1975 seine Nachfolge antrat. Nach dem Tode von Aristide Merloni am 19. Dezember 1971 wurde Delle Fave als dessen Ersatzvertreter Mitglied des Senats. Da aufgrund seiner Funktion als Präsident von RAI noch am 19. Januar 1971 nach dem Grundsatz der Inkompatibilität eine Mitgliedschaft im Senat ausgeschlossen war, rückte Alessandro Niccoli als nächster Ersatzvertreter nach, so dass Delle Fave de facto nur für einen Tag am 19. Januar 1971 Senator war.